# النويرة (ذي السفال)

تعديل مصدري - تعديل

النويرة محلة تابعة لقرية الجرف، التابعة لعزلة وادي ضباء بمديرية ذي السفال إحدى مديريات محافظة إب في الجمهورية اليمنية، بلغ تعداد سكانها 66 حسب تعداد اليمن لعام 2004.